# Лі Хан Бом
Лі Хан Бом (кор. 이한범; нар. 17 червня 2002, Тегу) — південнокорейський футболіст, захисник данського клубу «Мідтьюлланн».

## Клубна кар'єра
31 грудня 2020 року перед початком сезону 2021 підписав контракт з клубом «Сеул». 14 квітня 2021 року дебютував за «Сеул» в матчі Кубка Південної Кореї проти клубу «Сеул Е-Ленд». 21 квітня в поєдинку проти «Чеджу Юнайтед» дебютував у Кей-лізі 1.
10 липня 2022 року в матчі Кей-ліги 1 проти «Сувона» забив свій перший гол за «Сеул».
28 серпня 2023 року перейшов у данський клуб «Мідтьюлланн», підписавши чотирирічний контракт. 5 листопада дебютував за «Мідтьюлланн» в матчі Суперліги проти «Відовре», замінивши Адама Габріела. 25 лютого 2024 року в поєдинку Суперліги проти «Орхуса» забив свій перший гол за «Мідтьюлланн». В своєму дебютному сезоні провів за 3 поєдинки за «Мідтьюлланн», допомігши команді виграти Суперлігу.
31 липня 2024 року дебютував в єврокубках в матчі кваліфікації Ліги чемпіонів УЄФА проти андоррського клубу «Уніо Еспортива».

## Кар'єра в збірній
Виступав за збірні Південної Кореї до 17 і до 23 років. В жовтні 2019 року потрапив в заявку збірної до 17 років на юнацький чемпіонат світу в Бразилії. На турнірі провів усі 5 матчів своєї збірної, яка дійшла до чвертьфіналу, де поступилась одноліткам з Мексики.
2023 року в складі збірної до 23 років брав участь у футбольному турнірі на літніх Азійських іграх 2022 у Ханчжоу. На турнірі зіграв 5 поєдинків, відзначившись проти збірної Бахрейну, а південнокорейці в підсумку вшосте здобули золоті нагороди, здолавши у фіналі японців.
26 серпня 2024 року вперше викликаний до збірної Південної Кореї головним тренером Хоном Мьон Бо для участі в матчах відбіркового турніру до чемпіонату світу 2026 проти збірних Палестини та Оману.

## Статистика виступів
Станом на 14 серпня 2025 
| Клуб              | Сезон             | Чемпіонат         | Чемпіонат | Чемпіонат | Кубок | Кубок | Континентальні | Континентальні | Інші  | Інші | Всього | Всього |
| Клуб              | Сезон             | Дивізіон          | Матчі     | Голи      | Матчі | Голи  | Матчі          | Голи           | Матчі | Голи | Матчі  | Голи   |
| ----------------- | ----------------- | ----------------- | --------- | --------- | ----- | ----- | -------------- | -------------- | ----- | ---- | ------ | ------ |
| Сеул              | 2021              | Кей-ліга 1        | 10        | 0         | 1     | 0     | —              | —              | —     | —    | 11     | 0      |
| Сеул              | 2022              | Кей-ліга 1        | 23        | 1         | 2     | 0     | —              | —              | —     | —    | 23     | 1      |
| Сеул              | 2023              | Кей-ліга 1        | 18        | 0         | 0     | 0     | —              | —              | —     | —    | 18     | 0      |
| Сеул              | Всього            | Всього            | 51        | 1         | 3     | 0     | —              | —              | —     | —    | 54     | 1      |
| Мідтьюлланн       | 2023–24           | Суперліга         | 3         | 1         | 0     | 0     | 0              | 0              | —     | —    | 3      | 1      |
| Мідтьюлланн       | 2024–25           | Суперліга         | 11        | 0         | 1     | 0     | 1              | 0              | —     | —    | 13     | 0      |
| Мідтьюлланн       | 2025–26           | Суперліга         | 4         | 0         | 0     | 0     | 4              | 0              | —     | —    | 8      | 0      |
| Мідтьюлланн       | Всього            | Всього            | 18        | 1         | 1     | 0     | 5              | 0              | 0     | 0    | 24     | 1      |
| Всього за кар'єру | Всього за кар'єру | Всього за кар'єру | 69        | 2         | 4     | 0     | 5              | 0              | 0     | 0    | 78     | 2      |

1. ↑  Матчі в Лізі чемпіонів УЄФА
2. ↑  Матчі в Лізі Європи УЄФА

## Досягнення
«Мідтьюлланн»
- Чемпіон Данії: 2023–24[28]

Збірна Південної Кореї (олімп.)
- Переможець Азійських ігор: 2022[29]